# Víctor Ávila
Víctor Manuel Ávila Reyes (ur. 17 sierpnia 1998 w mieście Panama) – panamski piłkarz występujący na pozycji napastnika lub skrzydłowego, od 2024 roku zawodnik ekwadorskiej Macary.